# 刘晖
刘晖（？—318年），中国五胡十六国漢國皇族。新兴（今山西省忻州）匈奴人。後主刘曜的弟弟。
刘曜将葬其父親妻子，亲自到粟邑规度墓葬。负土为坟，坟下周長二里，怨声盈道。子遠勸谏。劉曜不纳，派使他手下的将軍刘岳等帅骑一万人，到太原爲父親及弟弟劉晖迎丧。當時疫气大行，死者十之三四。

## 资料来源
- 《晋书》载记